# 粉叶猕猴桃
粉叶猕猴桃（学名：Actinidia glauco-callosa）是猕猴桃科猕猴桃属的植物，为中国的特有植物。分布在中国大陆的云南等地，生长于海拔2,300米至2,800米的地区，常生于沟谷以及阴湿的常绿阔叶林中，目前尚未由人工引种栽培。